# Darrylia
Darrylia is een geslacht van weekdieren uit de klasse van de Gastropoda (slakken).

## Soort
- Darrylia harryleei García, 2008